# Charlie Estcourt
Charlotte Lucy „Charlie“ Estcourt (* 27. Mai 1998 in Reading) ist eine walisische Fußballspielerin und steht derzeit beim US-amerikanischen Erstligisten DC Power FC unter Vertrag. Seit 2015 ist die Mittelfeldspielerin zudem walisische Nationalspielerin.

## Karriere

### Vereine

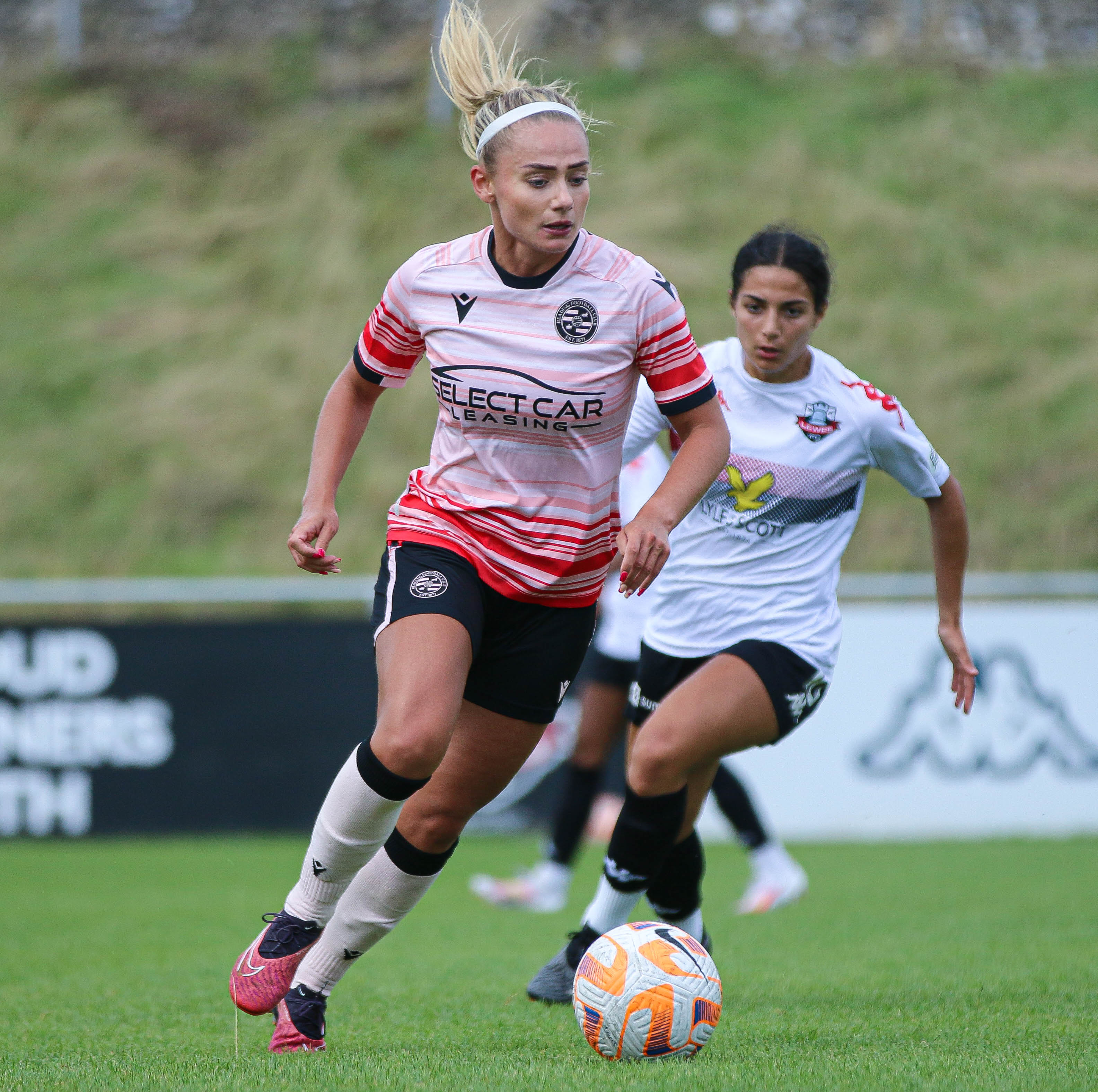
Estcourt für Reading (2023)

Estcourt wurde im englischen Reading geboren und begann bei dortigen FC Reading mit dem Fußballspielen. 2011 wechselte sie in die Jugendabteilung des FC Chelsea, kehrte für den Profifußball aber 2015 nach Reading zurück und absolvierte dort ihre ersten Profispiele. 2016 gewann sie nach drei eigenen Kurzeinsätzen mit Reading die Zweitligameisterschaft. In der Folge wurde sie aber wiederholt verliehen, davon zwischen 2016 und 2018 allein zweimal an den Bristol City. Im Rahmen einer kurzzeitigen Rückkehr zu Reading unterzeichnete sie im Januar 2017 ihren ersten Profivertrag. Während der durch die COVID-19-Pandemie verursachten Schwierigkeiten im Spielbetrieb lief Estcourts Vertrag in Reading endgültig aus. Sie schloss sich im Sommer 2020 den London Bees an. Dort spielte sie sich in der zweiten englischen Liga erstmals in der Stammformation fest, aber trotzdem nicht den Abstieg ihres Vereins verhindern. Nach Saisonende verblieb sie in der 2. Liga und schloss sich Coventry United an. Auch dort spielte sie regelmäßig und trug dieses Mal dazu bei, den Abstieg ihres Vereins zu verhindern, wurde aber nach wiederum nur einem Jahr von Birmingham City verpflichtet.
Im Sommer 2023 kehrte sie zu ihrem Ausbildungsverein FC Reading zurück, wo sie auf Anhieb Stammspielerin wurde und kein einziges Ligaspiel verpasste. Nach Finanzierungsproblemen zog Reading im Sommer 2024 sich aus dem Profifußball zurück und wurde in die 5. Liga zwangsversetzt; in der Folge verließen 17 Spielerinnen um Estcourt den Verein. Im Juli 2024 fand Estcourt im US-amerikanischen Erstligisten DC Power FC einen neuen Verein.

### Nationalmannschaft
Estcourt durchlief die walisische U-17- und U-19-Nationalmannschaft. Beim 0:0-Unentschieden gegen Bosnien-Herzegowina am 6. März 2015 beim Istrien-Cup 2015 debütierte Estcourt für die walisische A-Nationalmannschaft. Bei der 1:2-Niederlage gegen Ungarn am 9. März 2016 erzielte sie ihren ersten Länderspieltreffer. Nach mehreren erfolglosen Anläufen, sich mit Wales für ein größeres Turnier zu qualifizieren, gelang durch einen 3:2-Sieg in Kumulation gegen Irland in den Playoffs die Qualifikation für die Europameisterschaft der Frauen 2025 in der Schweiz. Hier wurde Estcourt in den walisischen Kader berufen. Allerdings schied Wales nach der Vorrunde aus, ohne dass sie zum Einsatz gekommen wäre.